# Elettariopsis
Elettariopsis é um género botânico pertencente à família Zingiberaceae.